# Gacki (plemię ssaków)
Gacki (Plecotini) – plemię ssaków z podrodziny mroczków (Vespertilioninae) w obrębie rodziny mroczkowatych (Vespertilionidae).

## Zasięg występowania
Plemię obejmuje gatunki występujące w Eurazji, Afryce i Ameryce.

## Systematyka
Do plemienia należą następujące występujące współcześnie rodzaje:
- Barbastella J.E. Gray, 1821 – mopek
- Plecotus É. Geoffroy Saint-Hilaire, 1818 – gacek
- Otonycteris Peters, 1859 – długouch
- Corynorhinus H. Allen, 1865 – bryłonosek
- Idionycteris Anthony, 1923 – osobliwiec – jedynym przedstawicielem jest Idionycteris phyllotis (G.M. Allen, 1916) – osobliwiec leśny
- Euderma H. Allen, 1892 – plamek – jedynym przedstawicielem jest Euderma maculatum (J.A. Allen, 1891) – plamek uszaty

Opisano również rodzaj wymarły:
- Quinetia Horáček, 2001